# Межлумян, Савад Алексанович
Савад Алексанович Межлумян (азерб. Savad Aleksanoviç Mejlumyan, арм. Սավադ Ալեքսանի Մեժլումյան; 1911 — ?) — советский виноградарь, Герой Социалистического Труда (1966).

## Биография
Родился в 1911 году в селе Кенд-хурт Шушинского уезда Российской империи (ныне село в Ходжавендском районе Азербайджана/село Ахурти Мартунинского района непризнанной НКР).
Участник Великой Отечественной войны. Призван на фронт в 1941 году, служил в 28 запасной стрелковой бригаде, позже — в 271 стрелковой дивизии. В результате боев получил ранение, после чего демобилизован.
В послевоенные годы — рабочий Мартунинского виноградарского совхоза Нагорно-Карабахской АО, Азербайджанская ССР.
Проявил себя на работе опытным виноградарем, проявлял интерес к агротехнике, изучал методы выращивания винограда. Достиг высоких результатов при выполнении семилетнего плана по получению высоких урожаев винограда, получив в 1962 году урожай ягод 370 центнеров с гектара на площади 3,5 гектаров, втрое перевыполнив план. Секретом получения высоких урожаев стало применение передовой практики и современных изобретений агротехников, выращивание высоко плодоносящих сортов — Шаани белый, Баян-ширей, Хиндогны. Межлумян регулярно обрезал кусты, оставляя на каждой по 5-6 побегов с 10-16 глазками, однако делал это в определенное время (три недели после опадения листьев), так как излишне ранняя обрезка не позволяла раскрыться глазкам; виноградарь аккуратно подвязывал лозу, проводил культивацию, боролся с вредителями, для повышения плодоношения кустов вносил 500-600 килограмм суперфосфатов. Участвовал на ВДНХ. 
Указом Президиума Верховного Совета СССР от 30 апреля 1966 года за успехи, достигнутые в производства и заготовок овощей, плодов, винограда, чайного листа и табака Межлумяну Саваду Алексановичу присвоено звание Героя Социалистического Труда с вручением ордена Ленина и золотой медали «Серп и Молот».
Проживал в селе Куропаткино Мартунинского района (в 1960—1990 годах — в черте пгт Мартуни), выйдя на пенсию, переехал в родное селе Кенд-хурт.